# The Ragman's Ball
"The Ragman's Ball" er en traditionel irske folkesang, der associeres med The Liberties, der er et område i Dublin midtby.
Sangen handler om en kludesamler, der holder en fest, og forskellige personer deltager i den.
The Dubliners indspillede en version af sangen på deres selvbetitlede debutalbum fra 1964, og igen på deres album The Dubliner's Dublin (1989)